# Joseph Bech
Joseph Bech (Diekirch, 1887 - Ciutat de Luxemburg, 1975) fou un polític luxemburguès dues vegades primer ministre del seu país.

## Biografia
Va néixer el 17 de febrer de 1887 a la ciutat de Diekirch, situada al districte del mateix nom. Va estudiar jurisprudència a la ciutat suïssa de Friburg i a París, on es graduà el 1914. Després d'iniciar una curta carrera com a advocat participà activament en política.
Morí el 8 de març de 1975 a la seva residència de ciutat de Luxemburg.

## Activitat política
Membre del Partit de la Dreta, el 1921 el primer ministre Émile Reuter el nomenà Ministre d'Interior i d'Educació, càrrec que ocupà fins al 1925. Després d'un curt govern de Pierre Prüm, Bech fou nomenat Primer Ministre de Luxemburg l'any 1926, assumint a més del lideratge del govern les carteres d'Afers Exteriors i d'Agricultura. Amb interés especialment per millorar l'economia després del crac del 29 va aconseguir reflotar la indústria de l'acer gràcies a les compres realitzades per Alemanya a l'inici de la dècada del 1930. Posteriorment, però, marcà distàncies amb Adolf Hitler i l'Alemanya nazi, aconseguint la neutralitat del seu país davant les amenaces nazis. L'intent d'intentar prohibir el Partit Comunista li comportà una derrota severa en un referèndum l'any 1937, per la qual cosa dimití del seu càrrec.
Sota el govern de Pierre Dupong mantingué la cartera d'Exteriors així com la d'agricultura, mantenint-la durant el govern a l'exili (1940-1945) degut a l'ocupació de Luxemburg per part de l'exèrcit alemany. Durant la seva estada exiliat Londres com a ministre d'Exteriors fou el responsable, per part luxemburguesa, de la signatura de l'establiment del Benelux l'any 1943, que juntament amb Bèlgica i els Països Baixos crearen uns acords monetaris i duaners. Així mateix l'any 1951 participà activament en la creació de la Comunitat Europea del Carbó i de l'Acer (CECA), considerat el primer pas per a la creació de l'actual Unió Europea.
L'any 1953 fou nomenat Primer Ministre després de la sobtada mort de Pierre Dupong, aconseguint la seva reelecció mitjançant les urnes el 1954 pel nou partit Partit Popular Social Cristià. Ocupà aquest càrrec fins al 1958, any en el qual dimití. L'any següent fou escollit President de la Cambra dels Diputats de Luxemburg, càrrec que va desenvolupar fins al 1964. El 26 de maig de 1960 fou guardonat amb el Premi Internacional Carlemany, concedit per la ciutat d'Aquisgrà, en reconeixement dels seus esforços en favor de la integració europea.